# Solange wir fahren
Solange wir fahren ist ein Lied des deutschen Musikers Alex Lys aus dem Jahr 2022, in Zusammenarbeit mit der deutschen Singer-Songwriterin Madeline Juno. Das Stück ist die zweite Singleauskopplung aus seinem ersten Studioalbum Novemberkind.

## Entstehung und Artwork
Das Lied wurde von den beiden Interpreten Alexander Knolle (Alex Lys) und Madeline Juno selbst, gemeinsam mit dem Rapper Fabian Römer (F.R.), geschrieben. Lys zeichnete zudem auch für die Instrumentierung, Produktion und  Programmierung verantwortlich. Für die Instrumentierung spielte er unter anderem die Gitarre und das Keyboard ein. Abgemischt wurde das Lied durch den in Köln wirkenden Toningenieur Yunus Cimen (Kingsize). Das Mastering erfolgte durch GKG Mastering in Freising, unter der Leitung des Studioinhabers Ludwig Maier.
Während Lys bereits im Vorfeld schon mit dem Braunschweiger Rapper F.R. zusammengearbeitet hat, unter anderem beim Schreibprozess zur Debütsingle Immer wenn der Sommer kommt (August 2021), arbeitete Juno einmalig mit ihm zusammen. Mit Kingsize und Mayer arbeiteten beide Interpreten bereits zuvor, so waren beide Musiker ebenfalls an diversen vorangegangenen Singleproduktionen seit Lys’ Debütsingle beteiligt sowie an der Produktion von Junos fünften Studioalbum Besser kann ich es nicht erklären (Januar 2022).
Auf dem Frontcover der Single sind – neben Interpretenangabe und Liedtitel – Juno und Lys nebeneinander sitzend zu sehen. Juno hält dabei Lys im Arm und hat ihren Blick zur Kamera gerichtet, während Lys Richtung Boden schaut. Die Fotografie wurde von Ben Wolf, während den Dreharbeiten zum dazugehörigen Musikvideo, getätigt.

## Veröffentlichung und Promotion
Die Erstveröffentlichung von Solange wir fahren erfolgte als Single am 25. Februar 2022 bei Polydor. Diese erschien als digitaler Einzeltrack zum Download und Streaming. Der Vertrieb erfolgte durch die Universal Music Group, verlegt wurde das Lied durch Edition Novemberkind, Nachtluft Publishing und Universal Music Publishing. Am 29. September 2023 erschien das Lied als Teil von Lys’ erstem Studioalbum Novemberkind, dessen zweite Singleauskopplung es ist.
Einen ersten Hinweis zur Veröffentlichung von Solange wir fahren gab Lys selbst auf seinem Instagram-Profil am 20. Februar 2022, begleitet mit dem Kommentar: „Nächsten Freitag ist es endlich soweit und unser gemeinsamer Song Solange wir fahren erscheint“.

## Hintergrund
Bei Solange wir fahren handelt es sich um die erste gemeinsam Aufnahme von Juno und Lys, aber nicht um die erste Zusammenarbeit der beiden. Lys war bereits am Schreibprozess und der Produktion von Junos Studioalbum Besser kann ich es nicht erklären beteiligt, erstmals bei der Singleproduktion von Obsolet (August 2020). Die beiden führte ihre Zusammenarbeit nach Solange wir fahren fort. So nahmen sie zusammen eine Akustikversion zu Junos Normal fühlen (Juli 2022) auf, oder arbeiteten zusammen bei der Produktion zu Junos sechsten Studioalbum Nur zu Besuch (Januar 2024). Lys selbst beschrieb die Zusammenarbeit mit den Worten: „Für mich bedeutet es etwas ganz Besonderes, mit Maddie einen gemeinsamen Song zu singen. Nicht nur, weil sie zu meinen engsten Freunden gehört, sondern auch weil sie eine unvergleichliche Künstlerin mit einer Wahnsinns-Stimme und Aura ist. Kaum eine Stimme berührt mich so wie ihre. Ich bin Fan!“

## Inhalt
| „Und solange wir fahr’n. Ist alles andre egal. Ich hoff’, wir komm’n niemals an (Nie, niemals an, nie). Unser Glück auf den Straßen. Lern’n fliegen im Fahrtwind. Und verschwinden in der Nacht (Nie, in der Nacht, nie).“ – Refrain, Originalauszug | Der Liedtext zu Solange wir fahren ist in deutscher Sprache verfasst und stammt von den beiden Interpreten selbst sowie F.R. Alle Texter komponierten zugleich die Musik in der Tonart fis-Moll mit 162 Schläge pro Minute. Musikalisch bewegt sich das Lied im Bereich der Popmusik, mit Einflüssen aus dem Downbeat. Lys selbst beschrieb den Inhalt des Liedes mit folgenden Worten: „Es geht nicht unbedingt um Liebe. Im Mittelpunkt stehen zwei Menschen, die zusammen unterwegs sind („Und solange wir fahr’n“). Solange sie beisammen sind, ist alles okay („Ist alles andre egal […] Unser Glück auf den Straßen“). Man will gar nicht ankommen („Ich hoff’, wir komm’n niemals an“), sondern genießt das Gefühl von Zusammenhalt, Nähe und Vertrautheit („Und ich denk’ nur, zum Glück bist du dabei“)“. |

Aufgebaut ist das Lied aus zwei Strophen, einem Refrain, einer Bridge und einem Outro. Das Lied beginnt mit der ersten Strophe, die als Sechszeiler geschrieben wurde und von Lys interpretiert wird. Auf diese folgt zunächst der dreizeilige Prechorus, ehe der eigentliche Refrain einsetzt. Dieser setzt sich auch aus sechs Zeilen zusammen und klingt mit dem ebenfalls dreizeiligen Postchorus aus. Ab dem Prechorus sind fortan Juno und Lys gemeinsam zu hören. Der gleiche Aufbau wiederholt sich mit der zweiten Strophe, wobei nach dieser direkt der Hauptteil des Refrain, ohne Prechorus, einsetzt. Nachdem zweiten Refrain setzt als musikalisches Zwischenspiel die Bridge ein, die lediglich auf die ersten drei Refrainzeilen zurückgreift, gefolgt von einem sich mehrmals wiederholendem „Mhh, mh-mh“. Danach endet das Lied mit dem Outro, welches wiederum eine Wiederholung des Postchorus ist.

## Musikvideo
Das Musikvideo zu Solange wir fahren feierte seine Premiere am Tag der Singleveröffentlichung auf der Videoplattform YouTube. Dieses lässt sich in zwei Abschnitte unterteilen, die immer wieder im Wechsel zu sehen sind. Zum einen sieht man Juno und Lys bei der Flucht, nach dem sie eine Bank ausgeraubt haben, zum anderen sieht man die beiden bei einem Polizeiverhör. Das Video endet mit den beiden, die an seinem See sitzen, während das Blaulicht auf die beiden strahlt. Die Gesamtlänge des Videos beträgt 3:04 Minuten. Regie führte der Berliner Filmemacher Marvin Ströter. Bis Juni 2025 zählte das Video über 200.000 Aufrufe auf YouTube.

## Mitwirkende
| Liedproduktion - Yunus Cimen (Kingsize): Abmischung - Alexander Knolle (Alex Lys): Gesang, Gitarre, Keyboard, Komposition, Liedtext, Musikproduktion, Programmierung - Madeline Juno: Gesang, Komposition, Liedtext - Ludwig Maier: Mastering - Fabian Römer (F.R.): Komposition, Liedtext Musikvideo - Tilman Bandel: Kameraassistenz - Janos Geng: Farbkorrektur, Schnitt - Madeline Juno: Kamera - La Vern: Haare, Schminke - Ben Wolf: Drohne, Kamera, Regie | Visualisierung (Cover) - Ben Wolf: Fotografie Unternehmen - Edition Novemberkind: Verlag - GKG Mastering: Tonstudio - Nachtluft Publishing: Verlag - Polydor: Musiklabel - Universal Music Group: Vertrieb - Universal Music Publishing: Verlag |

## Rezensionen
Ein Rezensent vom deutschsprachigen Onlinemagazin Pop-Himmel beschrieb Solange wir fahren als hmynische Kollabosingle mit stimmungsvollen Downbeat-Klängen.
Bei Eventim wurde Solange wir fahren als „bittersweet“ (englisch für „bittersüß“) und einfach nur schön charakterisiert.